# Homo homini lupus est
Homo homini lupus est е латиноезичен афоризъм, означаващ „Човек за човека е вълк“. Представлява саркастична характеристика за крайно егоцентричен човек. Употребява се при обсъждане на подли постъпки, които извършва човек по отношение на други.
За първи път терминът се среща при древноримския комедиограф Тит Макций Плавт в произведението му „Асинария“ (на латински: Asinaria).
В противовес Сенека пише, че „човекът е нещо свещено за човека“. Двата афоризма са използвани от Томас Хобс в посвещението към работата му De Cive (1651): „Ако говорим безпристрастно, то и двете изказвания са верни; човек за човека е своего рода Бог, а също е вярно, че човек за човека е вълк, ако сравняваме отделните хора“. Наблюденията на Хобс, са в хармония с наблюденията на Плавт, утвърждавайки, че хората по своята природа са егоистични.